# اسپاروز پوینت (مریلند)
اسپاروز پوینت (به انگلیسی: Sparrows Point) یک منطقهٔ مسکونی در ایالات متحده آمریکا است که در شهرستان بالتیمور، مریلند واقع شده‌است.